# Bandera de Moscou
La bandera de la ciutat de Moscou està composta pels elements del seu escut. Consisteix en una tela de color vermell amb unes proporcions de 2:3 en el qual apareix representada en la seva part central la figura de sant Jordi, de color blanc i negre amb una capa blava, muntant un cavall blanc i matant un drac amb una llança daurada. L'alçada de les figures del sant, el cavall i el drac equival a 2/5 de la corresponent a la bandera. Aquesta bandera va ser adoptada l'1 de febrer de 1995 però els seus elements van ser els símbols tradicionals de la ciutat fins al període soviètic.